# Christian Piot
Christian Piot (n. Ougrée, Bélgica, 4 de octubre de 1947) es un exfutbolista belga, que jugaba de portero. Es plenamente identificado con el Standard de Lieja de su país, que no solo fue el único club de su carrera; sino que también que es el equipo, del cual es hincha y con el cual, ha ganado varios títulos.

## Selección nacional
Con la Selección de fútbol de Bélgica, disputó 40 partidos internacionales y anotó solo un gol. Incluso participó con la selección belga, en una sola edición de la Copa Mundial. La única participación de Piot en un mundial, fue en la edición de México 1970. donde su selección quedó eliminada en la primera fase de la cita de México. También participó en la Eurocopa de 1972, que se disputó en su país.

### Participaciones en Copas del Mundo
| Mundial                        | Sede   | Resultado    |
| ------------------------------ | ------ | ------------ |
| Copa Mundial de Fútbol de 1970 | México | Primera Fase |

### Participaciones en Eurocopa
| Eurocopa      | Sede    | Resultado    |
| ------------- | ------- | ------------ |
| Eurocopa 1972 | Bélgica | Tercer lugar |

## Clubes
| Club              | País    | Año         |
| ----------------- | ------- | ----------- |
| Standard de Lieja | Bélgica | 1966 - 1978 |